# Adriën Moonen

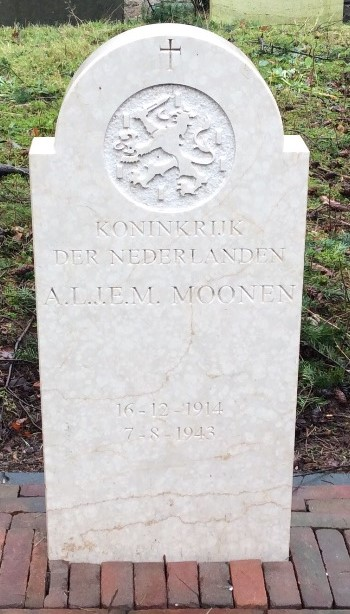
Grafsteen van Adrien Moonen

Adrien Lambert Jacques Emile Marie Moonen, bijgenaamd "Broer" ('s-Gravenhage, 16 december 1914 - Amersfoort, 7 augustus 1943), was een Nederlands politieman en verzetsstrijder in de Tweede Wereldoorlog. Hij woonde op de Suezkade 141 in Den Haag.

## Politie
Moonen trad op 1 mei 1936 als ambtenaar in opleiding in dienst van de gemeentepolitie 's-Gravenhage. Op 1 april 1938 werd hij bevorderd tot adjunct-inspecteur. Gedurende de mobilisatie van 1939-1940 diende hij van 24 augustus 1939 tot 25 mei 1940 als reserve eerste luitenant bij het 6e Regiment veldartillerie. Na de mobilisatie hervatte hij zijn werk bij de gemeentepolitie. Op 15 september 1940 werd hij bevorderd tot inspecteur van politie 2e klasse.

## Verzet
Na de Nederlandse capitulatie besloot Moonen in het verzet te gaan. Hij sloot zich aan bij de Ordedienst (OD). Moonen ving Engelse agenten op die in Nederland gedropt werden. Als inspecteur van politie kon hij zich in spertijd, de periode dat een gewone burger niet op straat mocht komen, vrijelijk bewegen. Bij zijn verzetswerk werkte Moonen samen met onder anderen Peter Tazelaar, die hij in contact bracht met Aart Alblas, en Gerard Dogger. Hij zorgde er ook voor dat Johannes Terlaak een onderduikadres kreeg.
Op 18 januari 1942 stond Moonen op de Scheveningse Boulevard op de uitkijk bij een 'afhaaloperatie' van de groep-Hazelhoff Roelfzema die 'Stuuf" Wiardi Beckman en Frans Goedhart met een torpedoboot naar Engeland zou brengen. Deze operatie mislukte waarbij Wiardi Beckman, Goedhart en Willem Pasdeloup werden gearresteerd. Bij de reprise op 19 januari werden Tazelaar en Dogger door een Duitse patrouille aangehouden, maar Moonen, die zich identificeerde als inspecteur van politie, wist ze vrij te krijgen.
Eind januari 1942 is door een plan van Adrien 'Broer' Moonen Peter Tazelaar samen met adelborst Gerard Dogger via de Van Niftrik-route naar Zwitserland vertrokken
. Via Frankrijk, Spanje en Portugal bereikten zij in april 1942 het Verenigd Koninkrijk.
Nadat de marconisten Jo ter Laak op 13 februari 1942 was  gearresteerd noemde de laatste de namen van de verzetsmannen Moonen en G.J. Krediet (vader van de Engelandvaarder Chris Krediet). Op verzoek van H.M. zou Moonen de heer Dr. Wiardi Beckman per snelboot naar Engeland begeleiden. In de voorbereidende werkzaamheden hiervoor werden Moonen en G.J. Krediet samen op 27 februari 1942 in hotel Astoria gearresteerd. Bij deze arrestatie hielden de collaborerende agenten Marten Slagter en Leo Poos volgens eigen opgave de buitendeuren van het hotel dicht. 

## Gevangen
Hij verbleef vervolgens in de gevangenis van Scheveningen, het Huis van Bewaring in Amsterdam en kamp Haaren. Bij het tweede OD-proces op 24 april 1943 werd hij veroordeeld. Moonen werd toen overgebracht naar de gevangenis in Utrecht.
Vanuit de gevangenis in Utrecht werd hij overgebracht naar de Leusderheide bij Amersfoort, waar hij op 7 augustus 1943 om 14.00 uur op 28-jarige leeftijd werd gefusilleerd. De overigen van de groep van totaal 16 medeverzetsstrijders, onder wie ook jhr. Johan Schimmelpenninck, waren al op 29 juli 1943 op de Leusderheide gefusilleerd. De groep bestond uit de volgende verzetsstrijders:
Anton Abbenbroek, Lex Althoff, Christiaan Frederik van den Berg, Pim van Doorn, Fritjof Dudok van Heel, R. Hartogs, W. H. Hertly, Johan de Jonge Melly, E.A. Latuperisa, W. Mulder, A.C.Th. van Rijn, Johan Schimmelpenninck, Jan van Straelen, Sieg Vaz Dias, Gerard Vinkesteijn en Bob Wijnberg.

## Onderscheiding
Na de oorlog werd aan Arien L. J. E. M. Moonen wegens zijn verzetsdaden postuum het Verzetsherdenkingskruis op 7 december 1983 uitgereikt.

## Herdenking
Moonen ligt begraven op de algemene begraafplaats Rusthof bij Amersfoort (vak 12 rij C nummer 135 A), Eregraven.
In Scheveningen is de Adrien Moonenweg vernoemd naar deze verzetsstrijder.

## Afscheidsbrief
|  |  |  |